# Sullington
Sullington – wieś w Anglii, w hrabstwie West Sussex, w dystrykcie Horsham. Leży 26 km na wschód od miasta Chichester i 71 km na południe od Londynu.